# Konference OSN o změně klimatu 2022 v Šarm aš-Šajchu
Konference OSN o změně klimatu 2022 známá jako COP27 byla 27. konference OSN o změně klimatu a probíhala od 6. listopadu do 20. listopadu 2022 v egyptském Šarm aš-Šajchu. Účastnilo se více než 90 hlav států a zástupců 195 zemí.
Konference se konají každoročně od uzavření první dohody OSN o klimatu v roce 1992. Vlády se na nich domlouvají na politikách, které mají omezit zvyšování globální teploty a přizpůsobit se dopadům spojeným se změnou klimatu. Konference v roce 2022 vedla k vytvoření prvního fondu na krytí ztrát a škod zvláště zranitelným zemím.
Konference se konala pod předsednictvím Egypta, České republice připadla role země vyjednávací za Evropskou unii, a to díky českému předsednictví v Radě EU. České předsednictví bylo při vyjednáváních vázáno především dvěma dokumenty schválenými na Radě ministrů a ministryň EU pro životní prostředí (ENVI) a na Radě evropských ministrů a ministryň financí (ECOFIN).

## Pozadí

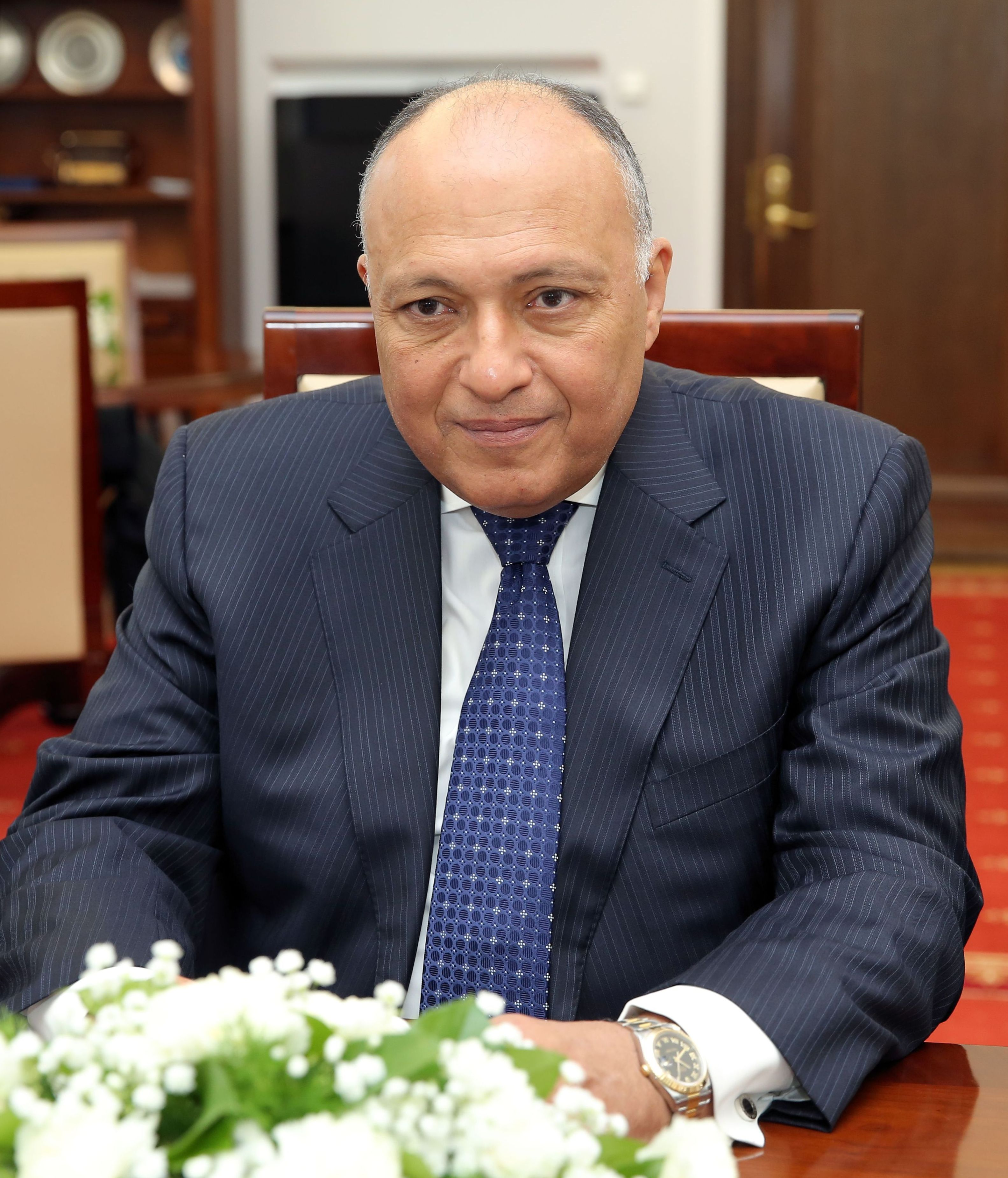
Egyptský ministr zahraničních věcí Sameh Shoukry byl zvolen předsedou COP27.

Egypt byl oznámen jako hostitel konference na základě úspěšné nabídky podané v roce 2021. Dne 8. ledna 2022 se egyptská ministryně životního prostředí Yasmine Fouadová setkala s předsedou předchozí konference COP26, která se konala v Glasgow, Alokem Sharmou, aby projednali přípravy konference. Egyptští organizátoři doporučili zemím, aby odložily stranou napětí ohledně ruské invaze na Ukrajinu v roce 2022, aby zajistily úspěšné jednání.
Na Valném shromáždění OSN v roce 2022 se diskutovalo o možných opatřeních v oblasti změny klimatu, včetně toho, že vlády několika ostrovních států zahájily iniciativu Rising Nations a Dánsko a Skotsko oznámily opatření v oblasti financování klimatu pro rozvojové země. Dne 14. října 2022 vyzvala skotská vláda na konferenci COP27 k odškodnění za klimatické změny jako k „morální odpovědnosti“. Na zasedání před konferencí COP27 v říjnu 2022 zdůraznil generální tajemník OSN António Guterres důležitost konference vzhledem k dopadům klimatických změn pozorovaným v roce 2022, jako byly záplavy v Pákistánu, vlny veder v Evropě a hurikán Ian.
Na začátku konference převzal předsednictví od Sharmy egyptský ministr zahraničních věcí Sameh Shoukry. Spojené státy se rozhodly podpořit klimatická jednání na COP27 a budou se snažit pomoci zemím, které jsou změnou klimatu nejvíce postiženy.
V oblasti snižování emisí skleníkových plynů se ani po předchozí konferenci v Glasgow (COP26) nepodařilo nasměrovat svět na trajektorii kompatibilní s požadavkem vědců zastavit nárůst globální teploty na hranici 1,5 stupně Celsia. Několik analýz vydaných v uplynulých dnech různými institucemi (UNFCCC NDC Synthesis Report, UNEP Emissions Gap Report, IEA World Energy Outlook 2022) naznačuje, že svět v roce 2022 směřuje k oteplení o zhruba 2,5 °C do konce tohoto století. Jedním z výstupů předchozí konference OSN o klimatu v Glasgow přitom byl mj. požadavek, aby země světa představily do konce roku 2022 takové závazky, které budou v souladu s cílem Pařížské dohody. Zpráva UNEP konstatuje, že neexistuje „žádná věrohodná cesta“ k omezení růstu globální teploty na 1,5 °C a že úsilí o zmírnění dopadů klimatických změn od COP26 bylo „žalostně nedostatečné“.
Ústřední roli v procesu snižování emisí skleníkových plynů bude hrát odchod od fosilních paliv, k němuž vyzvala svět i závěrečná deklarace summitu v Glasgow. Množství fosilních paliv, které se vlády světa chystaly od roku 2021 vytěžit, ale dvojnásobně přesahuje hodnoty, jež by umožnily udržet nárůst globální teploty na hranici 1,5 stupně Celsia.
Velkým tématem klimatické konference budou i nesplněné sliby rozvinutých zemí vůči těm rozvojovým. Bohaté země (mezi něž se řadí také ČR) přislíbily pro období 2020-2025 těm rozvojovým finanční pomoc s opatřeními na snižování emisí a na adaptace. Slíbené výše 100 miliard dolarů ročně ale tato finanční spolupráce dojednaná během předchozích klimatických jednání stále nedosáhla. Chronicky podfinancované zůstávají především adaptační opatření, byť se jejich financování zvyšuje. Specifickým tématem bude opět i možné zprovoznění fondu na financování škod způsobených klimatickou krizí v zemích, jež za ni historicky nenesou odpovědnost. Téma tzv. ztrát a škod bylo na loňském summitu zarámováno do tzv. Glasgowského dialogu, v němž se o něm má jednat až do roku 2024. EU se v mandátu pro COP27 schváleném Radou pro životní prostředí staví k tématu zdrženlivě.

### Postoj Evropské unie
Evropské unii se před konferencí postupně dařilo vyjednávat části klimaticko-energetické legislativy Fit for 55, která má zajistit snížení emisí EU do roku 2030 o 55 % oproti roku 1990. Nevládní organizace ale upozorňovaly, že by svůj závazek v podobě vnitrostátně stanovených příspěvků měla navýšit i Evropská unie. Podle organizací CAN-Europe či WWF by měl být evropský cíl pro rok 2030 alespoň 65 %.

### Sponzoři
Sponzorem konference byla společnost Coca-Cola. Někteří ekologičtí aktivisté tvrdili, že se jedná o greenwashing, vzhledem k tomu, že společnost přispívá ke znečištění plasty.

## Účast

### Účastníci
Očekávala se účast přibližně 90 hlav států a představitelů z více než 190 zemí světa, celkem se na konferenci zaregistrovalo přes 33 tisíc delegátů, nejpočetnější delegaci měly Spojené arabské emiráty (1073 osob), Brazílie (574 osob) a Kongo (459 osob), česká delegace měla 75 členů. Zúčastnil se prezidenta Spojených států Joe Biden a vyslanec pro klima Johna Kerryho, francouzsky prezident Emmanuela Macron, německý kancléř Olaf Scholz, předsedkyně Evropské komise Ursula von der Leyen, indický premiér Naréndry Módí, italská premiérka Giorgie Meloniová, turecký prezident Recep Tayyip Erdogan, který se z COP26 odhlásil, britský premiér Rishi Sunak původně prohlásil, že se COP27 nezúčastní, 2. listopadu však Sunak svou účast potvrdil. Zúčastnil se také bývalý premiér Boris Johnson a skotská první ministryně Nicola Sturgeonová.
Hned po vítězství v brazilských parlamentních volbách v roce 2022 potvrdil, že se summitu zúčastní i nově zvolený brazilský prezident Luiz Inácio Lula da Silva.

#### Česká účast
Předseda vlády ČR Petr Fiala se účastní Summitu světových leaderů v rámci COP27 ve dnech 6. až 8. listopadu. V rámci konference premiér vystoupil na plenárním zasedání s národním projevem, zúčastnil se kulatého stolu k hospodaření s vodou a otevřel panelovou diskuzi o podpoře vzdělávání v oblasti klimatických změn. Před odjezdem na summit slíbil premiér Petr Fiala, že se Česko připojí k závazku dalších zemí z COP26 a zaváže se snížit emise methanu do roku 2030 o 30 procent proti stavu roku 2020. Premiér Fiala v projevu na konferenci oznámil obnovení českého příspěvku do Zeleného klimatického fondu. Z rozpočtu MŽP se bude v letech 2024–2027 do fondu přispívat částkou 1 milion dolarů ročně. Českou delegaci vedl Jan Dusík, náměstek pro řízení sekce ochrany klimatu Ministerstva životního prostředí a vládní zmocněnec pro mezinárodní jednání o klimatu.

### Neúčast
V září 2022 Egypt varoval Velkou Británii, aby neustupovala od svých klimatických cílů, a to v souvislosti se změnou nové vlády premiérky Liz Trussové a oznámením, že nový panovník Karel III. se na radu Trussové konference nezúčastní. Po rezignaci Trussové zůstal požadavek, aby se Karel III. nezúčastnil, v platnosti. Na konferenci COP27 se nezúčastnil australský premiér Anthony Albanese, čínský prezident Si Ťin-pching, švédská klimatická aktivistka Greta Thunbergová, ani ruský prezident Vladimir Putin.

## Program konference

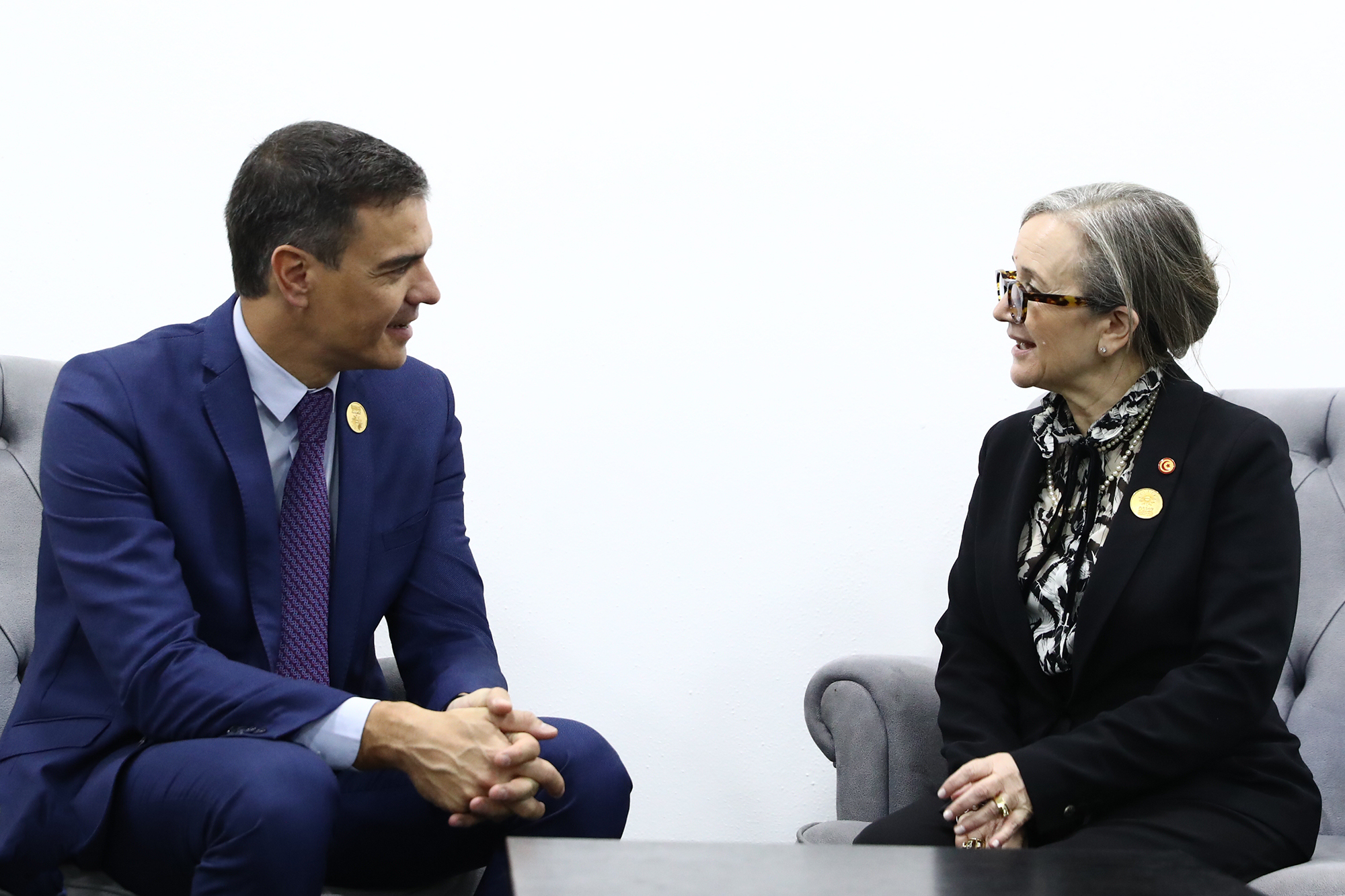
Premiéři Španělsko a Tuniska, Pedro Sánchez a Najla Bouden při bilaterálním jednání na COP 27.

Ve dnech 7. a 8. listopadu bude konference zahájena Summitem světových lídrů, po němž budou v prvním týdnu následovala diskuse o tématech, jako je financování opatření v oblasti klimatu, dekarbonizace, přizpůsobení se změně klimatu a zemědělství. Druhý týden se měl věnoval genderové problematice, vodě a biologické rozmanitosti. Francouzský prezident Emmanuel Macron, nizozemský premiér Mark Rutte a senegalský prezident Macky Sall hostili akci o urychlení opatření v oblasti změny klimatu v Africe.
Během úvodního dne konference může podle pořadatelů z bezpečnostních důvodů dojít k rušení akcí, které se netýkají hlav států. Některé nevládní organizace tento krok kritizovaly.

## Témata
Motto konference COP27 bylo „Společně za spravedlivou a ambiciózní realizaci TEĎ“. Hlavním tématem bude zlepšení celosvětově dohodnutých cílů v oblasti klimatu: Na konferenci COP 26 v Glasgow některé země oznámily vyšší ambice, ale mezi ambicemi a skutečností byl stále značný rozdíl. Jako hlavní téma konference bylo označeno jednání o tom, zda by měly bohaté státy vyplácet kompenzace chudším zemím ohroženým klimatickými změnami.
Cíle byly specifikovány v pěti tematických oblastech:
1. Zmírnění: Snížení emisí skleníkových plynů, aby se zabránilo globálnímu oteplení o více než 1,5 °C.
2. Adaptace: přizpůsobení se důsledkům globálního oteplování.
3. Finance: Financování ochrany klimatu a kompenzačních plateb za škody způsobené klimatem v rozvojových zemích.
4. Spolupráce: spolupráce mezi vládami, nevládními organizacemi, občanskou společností a soukromým sektorem.

V úvodní den se plénum konference rozhodlo zařadit na program jednání jako samostatný bod finanční pomoc chudším zemím při zvládání škod souvisejících s klimatem – v předchozích letech rozvinuté země toto téma vynechávaly.

## Průběh konference

### Úvodní dny
Konference byla zahájena 6. listopadu. Egyptský prezident Abd al-Fattáh as-Sísí ve svém úvodním projevu vyzval země, aby jednaly v oblasti změny klimatu, a upozornil na dopady extrémních povětrnostních jevů v posledních letech. Generální tajemník OSN António Guterres řekl ve svém projevu, že svět je "na dálnici do klimatického pekla s nohou stále na plynu". Barbadoská premiérka Mia Mottleyová vyzvala k tomu, aby financování opatření v oblasti klimatu bylo založeno spíše na grantech než na půjčkách. Německá ministryně zahraničních věcí Annalena Baerbocková prohlásila v úvodním projevu, že „Lidstvo míří do propasti – k oteplení o víc než 2,5 stupně Celsia, jež bude mít ničivé dopady na naše životy na jediné planetě, kterou máme.“ Během úvodního dne konference zveřejnila Světová meteorologická konference, že oteplování planety i stoupání hladin oceánů zrychluje. Posledních osm let bylo nejteplejších v historii záznamů a odtávání ledovců už nic nezastaví.

### Náplň jednotlivých dnů konference
Jednotlivé dny konference byly tematicky zaměřené:
- 7. a 8. listopadu: Summit světových leaderů
- 9. listopadu: Den financí
- 10. listopadu: Den mládeže a budoucích generací; Den vědy
- 11. listopadu: Den dekarbonizace
- 12. listopadu: Den adaptací a zemědělství
- 14. listopadu: Den genderu; Den vody
- 15. listopadu: Den energie; Den občanské společnosti
- 16. listopadu: Den biodiverzity
- 17. listopadu: Den řešení

### Vyjednávání
Spojené státy americké navrhly systém uhlíkových kreditů pro usnadnění energetické transformace v zemích s nízkými příjmy. Americká rozvojová finanční korporace se snažila zvýšit investice, aby pomohla zemím s nízkými příjmy vypořádat se s různými dopady změny klimatu. Jako celek daly bohaté země na tuto problematiku v roce 2020 29 miliard dolarů, ale je to jen zlomek toho, co je potřeba. Pákistánská ministryně pro klima Sherry Rehmanová požadovala, aby země s vysokými příjmy zaplatily za škody způsobené dopady změny klimatu, a uvedla, že povodně v Pákistánu stály zemi 30 miliard dolarů, což si „Pákistán nemůže dovolit“. Některé země však v posledních dnech oznámily nové finanční prostředky na podporu ztrát a škod, včetně Nového Zélandu (20 milionů dolarů) a Rakouska (50 milionů €). Německo a Dánsko přislíbily více než 170 milionů € pro „Globální štít“, nový fond, který pomůže zemím s nižšími příjmy vyrovnat se s klimatickými katastrofami. Očekává se, že jednání o ztrátách a škodách budou pokračovat.

## Výsledky konference
Kvůli složitým vyjednáváním byla konference prodloužena o dva dny a skončila až 20. listopadu ráno. Největší průlom nastal v otázce podpory obětí klimatických změn. Rozvojové země získaly fond na krytí ztrát a škod, o který bojovaly – s tím, že břemeno plateb do něj nepadne celé na bohaté vlády. Kdo bude platit a kdo z toho bude mít prospěch, bude rozhodnuto teprve na dalším summitu COP 28. Na summitu COP 29 zazněla kritika, že fond neposkytuje prostředky jako granty, ale převážně ve formě vysoce úročených půjček.
Výsledný dokument konference – tzv. Prováděcí plán ze Šarm aš-Šajchu přinesl průlom v oblasti podpory obětí klimatických změn, ale vyhnul se konfrontaci s odvětvím ropy a zemního plynu.

### Fosilní paliva
Výsledný text sice podporuje obnovitelné zdroje energie, ale také „nízkoemisní“ energii. To lze interpretovat jako podpora plynu, fosilního paliva, které při spalování znečišťuje méně než uhlí, nebo také podpora fosilních paliv se zachycováním a ukládáním uhlíku. Ovšem ani k uhlí nebyla přijata silnější formulace, než na COP 26, uhlí je označeno za problém, přičemž se země dohodly na postupném snižování jeho využívání.

### Financování ztrát a škod
Před třemi desetiletími začaly malé ostrovní státy a chudší země požadovat kompenzace za škody, které změna klimatu způsobuje jejich komunitám. Diskuse „ztrát a škod“ byla začleněna na agendu klimatických konferencí na konferenci ve Varšavě v roce 2013, kde byl dojednán Varšavský mechanismus pro škody a ztráty. Následně se agenda dostala do závěrů Pařížské klimatické dohody, nicméně diskuse o definici ztrát a škod byly složité a jednání o jejich financování pomalá. Bohaté státy, které se zdráhaly sáhnout do kapes, nabídly „mozaiku řešení", jako je pojištění a systémy včasného varování“. Rozvojové země byly odhodlány získat nový specializovaný fond. EU první oznámila, že fond podpoří, pokud se rozšíří dárcovská základna, pokud bude zaměřen na nejzranitelnější rozvojové země a pokud se COP 27 dohodne také na důrazných opatřeních ke snížení emisí. Tyto podmínky byly částečně splněny a rozvojové země nabídku přijaly. USA a další bohaté země se přidaly a všechny souhlasily „se zřízením fondu pro reakci na ztráty a škody“. Byl zřízen výbor, který se bude zabývat tím, jaké finanční prostředky jsou potřeba a odkud by měly pocházet. Bude řešit ožehavé otázky, zda rozšířit dárcovskou základnu o země jako Čína nebo Katar, a připraví zprávu pro COP 28. Část peněz má přijít prostřednictvím „stávajících finančních mechanismů“, jako jsou rozvojové banky nebo oddlužení. Některé z "inovativních zdrojů", což by mohlo znamenat daně z fosilních paliv, letecké nebo lodní dopravy.

### Pracovní program mitigací
Na konferenci COP 26 bylo konstatováno, že emise zdaleka neklesají tak, jak vyžaduje Pařížská dohoda. Proto byl vytvořen „Pracovního programu pro naléhavé zvýšení ambicí a provádění zmírňování v tomto kritickém desetiletí“. Při projednávání struktury pracovního programu přetrvaly velké rozpory mezi rozvinutými a rozvojovými státy. Rozvinuté a zranitelné země chtěly, dlouhodobý, důrazný a konkrétní program, zatímco rozvíjející se ekonomiky chtěly opak. Závěrem je to, že proces je v závěrečné deklaraci popsán jako „nenařizující, netrestající, usnadňující, respektující národní suverenitu a národní podmínky„ a “neměl by vést k novým cílům nebo úkolům“. První skupina chtěla, aby rozhovory pokračovaly až do roku 2030, druhá pouze do roku 2023 nebo 2024. Kompromisně se dohodli na roce 2026.

### Přizpůsobení finančního systému opatřením v oblasti klimatu
V uplynulém roce se začalo vážně hovořit o přesunu bilionů dolarů do ekologických investic a investic odolných vůči změně klimatu. Tento proces je často nazýván „Bridgetownská agenda“. Země se shodly na tom, že zajištění těchto finančních prostředků bude vyžadovat „transformaci finančního systému a jeho struktur“. Vyzvaly mnohostranné rozvojové banky a mezinárodní finanční instituce, aby rozšířily a zjednodušily přístup k financování opatření v oblasti klimatu a zajistily, že jejich činnost přispěje k „výraznému zvýšení klimatických ambicí“. Stěžejní návrh na využití úlev Mezinárodního měnového fondu (MMF), známých jako zvláštní práva čerpání, k financování projektů snižování emisí uhlíku se však v textu neobjevuje. Diskuse budou pokračovat na jarních zasedáních MMF a Světové banky.

### Pravidla pro obchodování s emisními povolenkami
Vyjednavači v Glasgow nastínili obecný rámec nového globálního systému obchodování s uhlíkem. V Šarm aš-Šajchu doplnili některé detaily. Text vytváří dvouúrovňový trh s uhlíkem, který uplatňuje různá pravidla podle toho, kdo a za jakým účelem kredity kupuje. Glasgowský pakt zakazuje dvojí započítávání: pokud jedna země koupí emisní kredit od jiné země, aby jej použila pro dosažení svého cíle, musí hostitelská země provést účetní úpravu. To platí i pro mezinárodní trhy s dodržováním předpisů, jako je systém obchodování v letectví Corsia. Na novém trhu druhé úrovně se uhlíkové kredity nazývají „příspěvky na zmírnění změny klimatu“. Společnost si může koupit kredit od jiné země a hostitelská země nemusí upravovat svou emisní evidenci. Ačkoli název napovídá, že kupující by tyto kredity neměl používat ke kompenzaci vlastních emisí, nic mu v tom nebrání.

### Spravedlivý přechod na nové energie
Energetická krize byla pro COP 27 zásadním tématem. Řada zemí zvýšila těžbu uhlí, ropy a plynu, aby se vypořádala s krátkodobou krizí v dodávkách. V Šarm aš-Šajchu země „uznaly“, že krize podtrhuje potřebu „rychle transformovat energetické systémy“, mimo jiné urychlením zavádění obnovitelných zdrojů energie. Zvláštní zmínku si vysloužily dohody mezi bohatými a rozvíjejícími se ekonomikami o urychlení odklonu od uhlí, známé jako partnerství pro spravedlivou energetickou transformaci, jako způsob, jak urychlit snižování emisí. Na konferenci se země dohodly, že „spravedlivá a rovná energetická transformace“ musí vycházet z národních rozvojových priorit a zahrnovat opatření v oblasti sociální ochrany a solidarity, jako je poskytování rekvalifikačních programů a podpory pracovníkům v uhelném průmyslu, kterých se transformace dotkne.

### Adaptace
Země se dohodly, že vytvoří rámec, který bude sloužit jako vodítko pro plnění cíle a sledování pokroku v adaptacích. Ten bude zohledňovat zranitelnost zemí a jejich schopnost vyrovnat se s problémy, brát v úvahu řadu témat, včetně vody, potravin a zemědělství a chudoby, a vědecky podložené ukazatele, metriky a cíle. Země „s vážným znepokojením zaznamenaly“ rozdíl mezi současnou úrovní financování adaptace a tím, co je potřeba k reakci na dopady klimatu. „Naléhavě“ vyzvaly země, aby „urychleně a výrazně zvýšily poskytování finančních prostředků na ochranu klimatu“.

### Financování opatření v oblasti klimatu
Bohaté země se opozdily s poskytnutím 100 miliard dolarů, které slíbily do roku 2020 na pomoc rozvojovým zemím při snižování emisí a zvládání dopadů změny klimatu. Jednání o novém společném cíli financování opatření v oblasti klimatu do roku 2025 se rozjíždějí pomalu. Rozhodnutí má být přijato až v roce 2024 a text usnesení COP 27 je převážně procedurální.
V dohodnutém textu se uvádí, že nový cíl „zohlední potřeby a priority rozvojových zemí“.

### Zvláštní potřeby a okolnosti Afriky
Africké země doufaly, že summit uzná jejich zvláštní potřeby a okolnosti pro řešení klimatických opatření. Tento status by umožnil přednostní přístup k mezinárodní podpoře a mají ho nejméně rozvinuté země, mezi něž patří 33 afrických států, a malé ostrovní rozvojové státy. Návrh skupiny afrických vyjednavačů byl však opět zamítnut.

## Hodnocení výsledků konference
Výsledky konference COP 27 byly většinou přijímány se smíšenými pocity, i přes různé pozitivní kroky mnoho kritiků zdůrazňuje malý pokrok ve většině oblastí.
Hlavní český vyjednávač na konferenci Jan Dusík hodnotí výsledky aktivit české delegace slovy „Je pro nás úspěch, že jsme neuhnuli z cesty, která stále dává šanci na udržení oteplování na hranici 1,5 stupně Celsia. Ještě pár hodin před koncem COP 27 nebyla mezi státy ani vůle dodržet, co se dohodlo v Glasgow. Nakonec se nám podařilo obhájit, že musíme změnu klimatu omezovat a ne jen řešit její ničivé dopady. Nemůžeme zvyšovat finanční prostředky a zároveň nechat stále růst emise skleníkových plynů. Jsme rádi, že jsme nakonec obhájili současné cíle a na jejich posilování musíme dále pracovat – je to úkol nejen pro EU, ale i zbytek světa,“
Ekolog Bedřich Moldan se vyjádřil slovy „To je velká otázka, jak historie posoudí význam této konference. Za sebe bych řekl, že v současné době je po stránce klimatu a po stránce všech otázek energetiky a podobně situace ve světě velmi kritická, velmi nepříznivá. A že se tedy dospělo k takovémuto závěru, tak byť je to zatím v podstatě první krok, tak to považuji za úspěch.“ Ekolog Vojtěch Kotecký upozorňuje na fakt, že summit měl být především o problémech Afriky a tyto ambice byly naplněny právě zřízením Fondu ztrát a škod. Nevládní aliance Klimatická koalice označila ve svém prohlášení výsledky summitu za „historický moment pro klimatickou spravedlnost, v otázce fosilních paliv ale fiasko“.

## Kontroverze

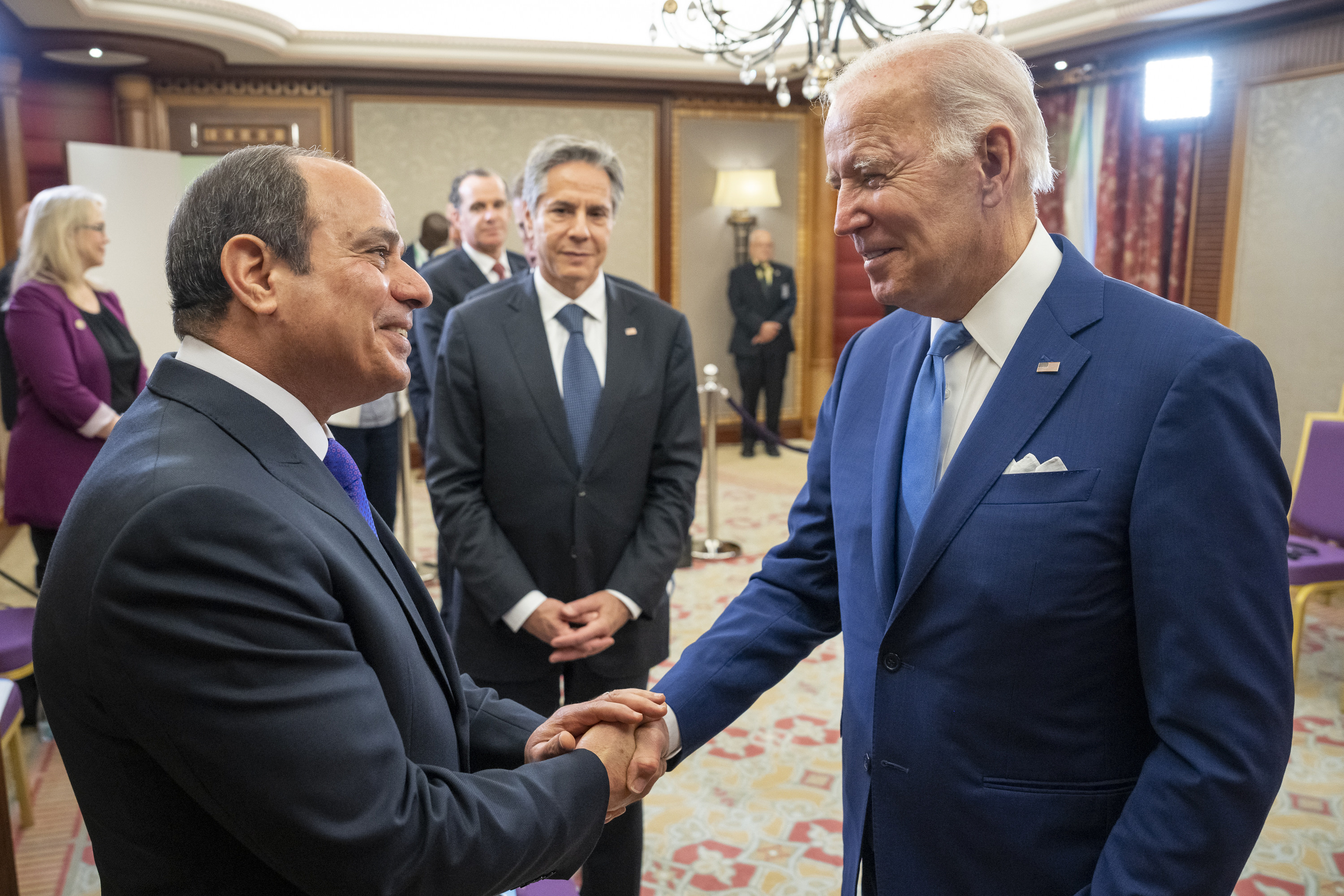
Egyptský prezident Abd al-Fattáh as-Sísí a prezident USA Joe Biden

Před summitem vyjádřila organizace Human Rights Watch obavy ohledně stavu svobody projevu v Egyptě a širší situace v oblasti lidských práv a položila si otázku, do jaké míry bude možné protestovat. Mezi problémy, které kritici vznesli, patřil autoritářský politický systém, masové věznění a omezování občanské společnosti a disentu od roku 2013 pod vedením Abdala Fattáha as-Sísího. Uvězněný egyptský aktivista Alaa Abd El-Fattah kritizoval konání COP27 v Egyptě a prohlásil, že „ze všech zemí, které měly hostit, si vybrali tu, která zakazuje protesty a posílá všechny do vězení, což ukazuje, jak svět s touto otázkou nakládá.“ Naomi Kleinová, Bill McKibben a poslankyně britské Strany zelených Caroline Lucasová jsou mezi signatáři, kteří podepsali dopis, v němž podrobně popsali své obavy z konání COP27 v Egyptě.